# 泰坦殘骸
《泰坦殘骸》（英語：The Wreck of the Titan），原書名《徒勞無功》（英語：Futility），是一部1898年美國中篇小說，由美國作家摩根·羅伯森所著。本書劇情圍繞著主角約翰·羅蘭（John Rowland）在遠洋郵輪泰坦號（Titan，純屬虛構）上擔任水手的經歷展開。泰坦號最後在4月的一晚於北大西洋撞上冰山，因而沉沒。
1912年，當時世上最大的船隻鐵達尼號發生沉沒事故，舉世震驚。儘管《泰坦殘骸》創作在鐵達尼號誕生前，但書中劇情和現實有著些許的相似度，因此為人所討論，甚至有人認為作者羅伯森有預知能力。鐵達尼號沉沒後，羅伯森修改並重新出版本書。

## 劇情概要
小說的第一段介紹了主角約翰·羅蘭（John Rowland）。羅蘭是一名有著不光彩紀錄的美國海軍軍官，如今已被海軍解雇，成了酒鬼，淪落到社會的底層。他在遠洋郵輪泰坦號（Titan）上擔任下級水手。4月的一晚，泰坦號在北大西洋撞上了冰山，發生船難。
第二段中，羅蘭救了舊愛的幼女麥菈（Myra），一起跳上冰山得救。兩人搭上一艘被沖上冰山的救生艇，最後被一艘路過的船隻救起。麥菈回到母親身邊，但該名母親卻以綁架罪起訴羅蘭。一位富有同情心的法官放過羅蘭，並責備該名母親「對女兒的救命恩人忘恩負義」。之後，羅蘭就彷彿從世上消失了。
簡短的末章中，羅蘭在事後的數年中從無家可歸，到成為一名沒沒無聞的漁夫，最後開始從事辦公室工作。通過公務員考試後，羅蘭得到了一份報酬優渥的政府機關工作。他坐在辦公室的座位上，喃喃自語道「現在啊，約翰·羅蘭，你的未來是你自己的了。要不是你錯估女人和威士忌的重要性，你過去就不必受苦了」。
後來出版的版本包含另一個尾聲。6個月後，羅蘭收到該名母親的來信，她在信中恭賀羅蘭，並表示自己和麥菈都希望他能登門拜訪。

## 與鐵達尼號的關聯

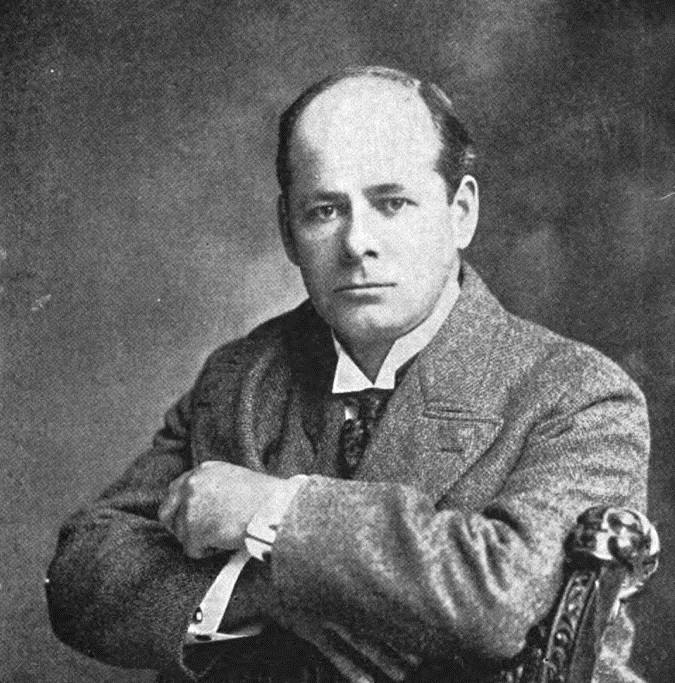
本書作者摩根·羅伯森（1861 - 1915）

本書由摩根·羅伯森創作，原書名為《徒勞無功》（Futility），出版於1898年，當時並未引起太大迴響。1912年，當時世上最大的船隻鐵達尼號發生沉沒事故，舉世震驚（見鐵達尼號沉沒事故#影響）。羅伯森因此修改本書（特別是書中有關泰坦號的數據），將書名改為《泰坦殘骸》（The Wreck of the Titan）並重新出版。儘管本書創作時，鐵達尼號連建造計畫都還沒成形，但書中劇情和現實有著一些不可思議的相似處，因此廣為人所討論。小說內容（以初版為準）和現實的相似處包含：
- 船名相似[6]。
- 兩者都被人稱作「最巨大的海上船舶」和「 人類最偉大的傑作」，且號稱「永不沉沒」[3][7]。
- 兩者都有3個螺旋槳[3][8]。
- 兩者都是在4月一晚於北大西洋發生船難，且原因都是撞上冰山[9]。
- 兩者的救生艇數量都不夠乘客逃生[3][10]。

鑒於以上相似處，部分人們認為作者摩根·羅伯森有預知能力，甚至有許多孤兒寡母寄信給羅伯森哭訴，指責羅伯森的詛咒害他們的親人受難。不過羅伯森本人對此予以否認，表示相似之處只是自己對船艦和航海的了解使然，「純屬巧合」。不過小說中也有好幾處與現實不符：
- 兩者長度不同。
  - 泰坦號長800英尺（244米），排水量為45,000噸[3]
  - 鐵達尼號長882英尺9英寸（269米），排水量為46,000噸[8]
- 兩者速度不同，泰坦號速度為25節，鐵達尼號的速度則有22.5節[14]。
- 兩者的水密隔艙數量不同，泰坦號有19個，鐵達尼號有16個[1]。
- 兩者的航線不同，泰坦號是從美國航向英國，鐵達尼號則相反[15]。
- 泰坦號有帆，沒有姊妹船，但鐵達尼號沒有帆，卻有2艘姊妹船[15]。
- 兩者船難的時間和當時航行速度。
  - 4月的一晚，泰坦號在以25節的速度航行時，右舷撞上冰山[3]
  - 1912年4月14日的晚上，鐵達尼號以22½節[9]的速度航行時，右舷撞上冰山
- 兩者船難時的天氣狀況不同，泰坦號是在霧茫茫的壞天氣沉沒，但鐵達尼號卻是在好天氣時出事[6]。
- 兩者與冰山碰撞的方式不同，泰坦號先撞到另一艘船，接著衝上冰山掉下來的冰架，從側邊掉入海中，但鐵達尼號卻是直接、正面地撞上冰山[6]。
- 兩者的沉沒速度不同，泰坦號5分鐘內就沉沒了，但鐵達尼號直到2小時40分鐘後才滅頂[1][16]。
- 兩者救生艇的數量不同。
  - 泰坦號有24艘救生艇，是法律規定的「最低限度」[3]
  - 鐵達尼號有20艘救生艇[10]
- 兩者的生還人數不同，泰坦號的全數2,500名乘客和船員中只有13人在船難中活下來，但鐵達尼號的全數2,200名乘客和船員中卻有705人存活[6]。
- 泰坦號已經歷數次航行後才失事，但鐵達尼號首航就遇船難[15]。